# حمام خانلق
حمام خانلق مربوط به اواخر دوره قاجار است و در شهرستان نیشابور، بخش تخت جلگه، دهستان فیروزه، جنوب شرق روستای خانلق (۲۸ کیلومتری شمال غربی نیشابور) واقع شده و این اثر در تاریخ ۲۷ اسفند ۱۳۸۷ با شمارهٔ ثبت ۲۶۲۶۸ به‌عنوان یکی از آثار ملی ایران به ثبت رسیده است.